# Практика (издательство)
«Практика» — российское частное книжное издательство, специализирующееся на выпуске книг по медицине. Полное официальное название: общество с ограниченной ответственностью «Издательский дом „Практика“».

## История
Основано в конце 1993 года по инициативе врача-кардиолога Максима Осипова, заинтересовавшегося книгоизданием после выпуска своей книги «Клиническая эхокардиография» в издательстве «Мир». Кроме Осипова в основателями издательства стали врач-кардиолог Владимир Анатольевич Ананич, главный редактор биологической редакции издательства «Мир» Марина Дмитриевна Гроздова, финансист Бернард Сачер и другие[уточнить]. С самого начала издательство ориентировалось на перевод и издание западноевропейских и американских руководств по медицине. Первой выпущенной книгой было практическое руководство по лечению инфаркта миокарда (1994), а первой книгой, получившей широкую известность, стал «Терапевтический справочник Вашингтонского университета» (1995), разошедшийся тиражом 110 тыс. экземпляров.

## Руководство
Первым директором издательства был Роман Михайлович Качалов (1993—1995), вторым — Максим Александрович Осипов (1995—2010), с 2010 года издательством руководит Владимир Анатольевич Ананич.
Долгое время главным редактором издательства был Дмитрий Вадимович Самойлов (29.01.1958—08.09.2005).

## Серии и издания
В серии «Зарубежные практические руководства по медицине» издан «Терапевтический справочник Вашингтонского университета» (1995), по состоянию на 2013 год всего было 14 изданий справочника. В эту серию включаются книги с выраженной практической направленностью и высокой структурированностью текста. Десять книг этой серии вошли в «Электронную медицинскую библиотеку», которую издательство «Практика» выпустило в 2000 году, став таким образом первым медицинским издательством в России, продающим книги в электронном виде.
В серии «Цветные атласы-справочники» выходят издания, богато иллюстрированные цветными фотографиями, серия началась с выпуска книг «Симптомы внутренних болезней» М. Затуроффа (1997) и «Инфекционные болезни» Р. Эмонда, Х. Роуланда и Ф. Уэлсби (1998). Наиболее значительные книги серии — «Дерматология по Томасу Фицпатрику» (два русских издания 1999 и 2007 годов) и «Наследственные синдромы по Дэвиду Смиту» (2011).
В серии «Классика современной медицины» выходят переводы многократно переизданных и дополненных глубоких классических руководств, таких как «Внутренние болезни по Тинсли Р. Харрисону», «Гинекология по Эмилю Новаку», «Урология по Дональду Смиту», «Общая медицинская практика по Джону Нобелю», «Клиническая фармакология по Гудману и Гилману», обычно в их названии присутствует имя автора первых изданий, выносимое впоследствии редакторами и авторами дополнений в титул.
В «Детской серии» выпускаются книги по педиатрии, среди них «Детская нефрология», «Детская кардиология», «Инфекционные болезни у детей» — переведённые части «Педиатрии по Рудольфу», которую планировалось выпустить в серии «Классика», но целиком завершить работу не удалось; со временем в серию вошли и новые книги. В серии «100 вопросов врачу» выходят популярные книги для пациентов. В серии «Спортивная медицина» выпущены руководство по спортивной травме, атлас спортивных повязок (в комплекте с учебным видеофильмом) и фундаментальное «Олимпийское руководство по спортивной медицине». С 2010 года открыты серии «Современная российская медицина» и «Классика российской медицины», где публикуются книги российских авторов (до этого издательство выпускало только переводную медицинскую литературу).
Помимо медицинских книг, издательство выпустило книги по психологии и психотерапии (Ясперса и Юнга), музыке («Музыкальный словарь Гроува», энциклопедический словарь «Музыка XX века» Левона Акопяна) и религии (труды митрополита Антония Сурожского), также выпускает художественную и публицистическую литературу.